# Britzgyberg
Die Mauer auf dem Britzgyberg (französisch Enceinte protohistorique de Britzgyberg - auch als Oppidum bezeichnet) ist ein keltisches Bauwerk nordöstlich von Illfurth im Département Haut-Rhin im Elsass in Frankreich. Der Britzgyberg ist eines der seltenen Beispiele eisenzeitlicher Hochburgen im Département und liegt am Zusammenfluss von Ill und Largue.
Anfang des 5. Jahrhunderts v. Chr. wird nördlich des Felsvorsprungs und an der Südflanke ein Wall errichtet. Das Oppidum wurde um 430 v. Chr. nach einem Brand aufgegeben und geriet in Vergessenheit. Als der Wall um 1850 wieder auffiel, wurde er als Rest eines römischen Militärlagers angesehen, weil in der Nähe Münzen gefunden wurden. 1904 entdeckte der badische Prähistoriker Karl Gutmann (1854–1931) unterhalb des Walls zwei Zisternen, einen Wehrgraben und eine Hüttenwand. Er erkannte die Elemente als vorrömerzeitlich. 1970 unternahm der Archäologe Roger Schweizer die erste moderne Grabung, die Anne-Marie Adam ab 2006 fortsetzte.
Das Oppidum beherbergte ein Produktionszentrum für Metall und Keramik. Die Entdeckung von Fragmenten phokäischer Amphoren und schwarzfiguriger attischer Keramiken, die über Etrurien aus Athen importiert wurden, sowie mit korallenbesetzte Fibeln belegen einen Austausch mit Südeuropa. Auf der Illfurther Seite wurde 2005 am Fuße des Hügels eine handwerkliche Vorstadt identifiziert. 
Die Stätte steht seit 1989 unter Denkmalschutz. Zeitgenössisch sind der Burgrest Kastelberg, das sogenannte Grab Attilas (französisch Tombeau d'Attila) in Saint-Louis-la-Chaussée und die Tumuli von Rixheim (französisch Butte des Huns oder Huner Hubel) und Sausheim (französisch Les Tombes à Épées - dt. Schwertgräber).